# Eskilstrup
 For alternative betydninger, se Eskilstrup (flertydig). (Se også artikler, som begynder med Eskilstrup)
Eskilstrup er en stationsby på Falster med 1.082 indbyggere  (2024), beliggende i Eskilstrup Sogn, ca. 10 kilometer nord for Nykøbing Falster. Byen ligger i Guldborgsund Kommune og tilhører Region Sjælland.
På Eskilstrup Station standser regionaltoget mellem Østerport og Nykøbing F. Sydmotorvejen, der går et par kilometer nord for byen har afkørsel 44 der hedder "Eskilstrup".
I Eskilstrup findes Danmarks Traktormuseum med en udstilling af gamle traktorer og motorer. Eskilstrup Mølle blev opført i 1882 og var i drift frem til 1960. I dag drives den af et lokalt møllelaug. Nær ved byen ligger Krokodille Zoo der indeholder Europas største samling af levende krokodiller.

## Historie
Eskildstrup landsby omfattede i 1682 8 gårde og 2 huse med jord. Det samlede dyrkede areal udgjorde 256,0 tønder land skyldsat til 59,71 tønder hartkorn. Dyrkningsformen var trevangsbrug.
Omkring 1870 omtales byen således: "Eskildstrup med Kirke og Skole, Jernbanestation". Eskilstrup station blev lagt blot få hundrede meter øst for landsbyen. I tilknytning til stationen opstod hurtigt et mindre bysamfund, der længe udviklede sig øst og syd for kirken.
Omkring århundredeskiftet omtales byen således: "Eskildstrup med Kirke, Skole, teknisk Skole (opr. 1885), Forsamlingshus (opf. 1889), Jærnbanestation, Telegraf- og Telefonstation, Fællesmejeri, Kro og Lægebolig".
Eskildstrup stationsby havde 405 indbyggere i 1906, 537 i 1911 og 590 indbyggere fordelt på 148 husstande i 1916.
Eskilstrup stationsby fortsatte sin byudvikling i mellemkrigstiden: byen havde 622 indbyggere i 1921, 606 indbyggere i 1925, 641 indbyggere i 1930, 762 indbyggere fordelt på 244 husstande i 1935. Indbyggertallet var 759 fordelt på 253 husstande i 1940.
Efter 2 verdenskrig fortsatte stationsbyen sin udvikling: indbyggertallet var 811 fordelt på 269 husstande i 1945, 815 indbyggere fordelt på 275 husstande i 1950, 848 indbyggere i 1955, 853 indbyggere i 1960 og 839 indbyggere i 1965.

## Galleri
- Eskilstrup Vandtårn
- Tæt ved stationen
- Eskilstrup hotel
- Eskilstrup station
- Eskilstrup mølle
- Eskilstrup kirke og engel